# 克努特·汉姆生
克努特·汉姆生（Knut Hamsun，1859年8月4日—1952年2月19日），挪威作家，1920年诺贝尔文学奖获得者。主要作品有《大地的成长》、《神秘的人》、《飢餓》和《在蔓草丛生中的小径》等。汉姆生被认为“过去的百年间（1890-1990）中最有影响力和最有创造力的文体家之一”他的意识流和内心独白手法影响了托马斯·曼、弗朗茨·卡夫卡、马克西姆·高尔基、斯蒂芬·茨威格、亨利·米勒、赫尔曼·黑塞和厄内斯特·海明威.
他信奉德国哲学家尼采的哲学。曾在各大报纸上发表赞扬希特勒侵略行为的文章。德国侵略挪威后，仍继续这一行为。1946年被挪威最高法院判为叛国罪，被判软禁。1952年在家中逝世。

## 生平

### 幼年、少年

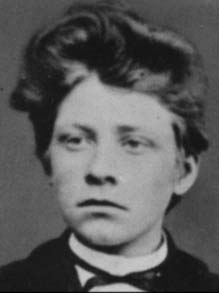
12岁的克努特·汉姆生

1859年克努特·汉姆生出生在一个裁缝家庭中，他排行家中7个孩子中老四。九歲時，汉姆生離家到一個叔叔家幹活糊口。但是沈重的體力勞動和粗暴的懲罰，把漢姆生逼上流浪之途。他到鞋店當學徒，在小鋪做店員，乃至當小販、修路工。為了生計，還兩度去美國，到北達科州當過農業工人，在芝加哥當過售票員。顛沛流離的生活，及各種各樣的工作，使漢姆生飽嘗飢寒交迫的痛楚。漢姆生十八歲開始寫作，三十歲成名，成名作是《饑餓》，寫一個小鎮青年憑投稿生活的窘況。投稿少中，食不為繼，青年經常處於饑餓狀態。作者將青年文人在饑餓中產生的下意識、幻覺、變態，寫得極為細膩生動。漢姆生後來又以流浪為題材寫了不少小說，如三部曲《秋天的星空下》、《奏啞弦的流浪者》、《最後的喜悅》。《大地的成長》是他最著名而且獲得諾貝爾文學獎的作品。

## 作品的中譯
- 邱韻鋒/譯，《魏都麗姑娘》，上海：現代書局，1929年。
- 章鐵民/譯，《餓》，上海：水沫書店，1930年。
- 施蟄存/譯，《戀愛三昧》，上海：大光書局，1933年。
- 葉樹芳/編述，《饑餓》，上海：中學生書店，1934年。
- 顧一樵/譯，《牧羊神》，上海：商務印書館，1935年，一說是1934年。
- 羅塞/譯，《挪威最佳小說選》，上海：雲海出版社，1946年。該書收錄這位作家若干作品。
- 裴顯亞/譯，《愛的奴隸》，長沙市：湖南人民，1987年。
- 林洪亮等人/譯，《大地碩果‧畜牧神》，北京：漓江出版社，2001年。
- 不著譯者，《漢姆生全集》4冊，人民文學出版社，2009年。
- 余杰/譯，《神秘的人》，新星出版社，2010年。